# Lomas de Sargentillo (kanton)
Lomas de Sargentillo – kanton w prowincji Guayas, w Ekwadorze. Stolicą kantonu jest Lomas de Sargentillo.